# Cristo benedicente (Carlo Crivelli)
Il Cristo benedicente è un dipinto a tempera e oro su tavola (28,8x26,2 cm) di Carlo Crivelli, databile al 1472 e conservato nell'El Paso Museum of Art. Faceva probabilmente parte del Polittico del 1472.

## Storia
Il polittico, probabilmente in origine nella chiesa di San Domenico a Fermo, venne smembrato poco prima del 1834 e disperso sul mercato. Il Cristo benedicente nel 1934 si trovava nella collezione Marinacci a Roma, dove venne acquistato l'anno dopo da Samuel H. Kress e dalla moglie in uno dei loro consueti viaggi annuali in Italia. Destinato in un primo tempo all'Honolulu Academy of Art, passò poi al museo texano.
La ricostruita predella con altri quattro scomparti (New Haven, Milano e Amsterdam) è assegnata al polittico del 1472 sebbene con qualche incertezza legata all'assenza di documentazione.

## Descrizione e stile
Nel pannello centinato, che doveva essere al centro della predella, il Cristo è raffigurato frontale, in posizione benedicente, con la destra sollevata e la sinistra che regge il globo con la croce, simbolo della Terra. Si tratta dell'iconografia tradizionale del Salvator Mundi.
Cristo devia leggermente lo sguardo verso destra, rompendo una frontalità troppo marcata. Notevole il brano della mano benedicente, con le dita lunghe ed espressivamente piegate, secondo una contrazione leggermente calcata rispetto alle necessità gestuali, tipica del Crivelli.